# Chörau

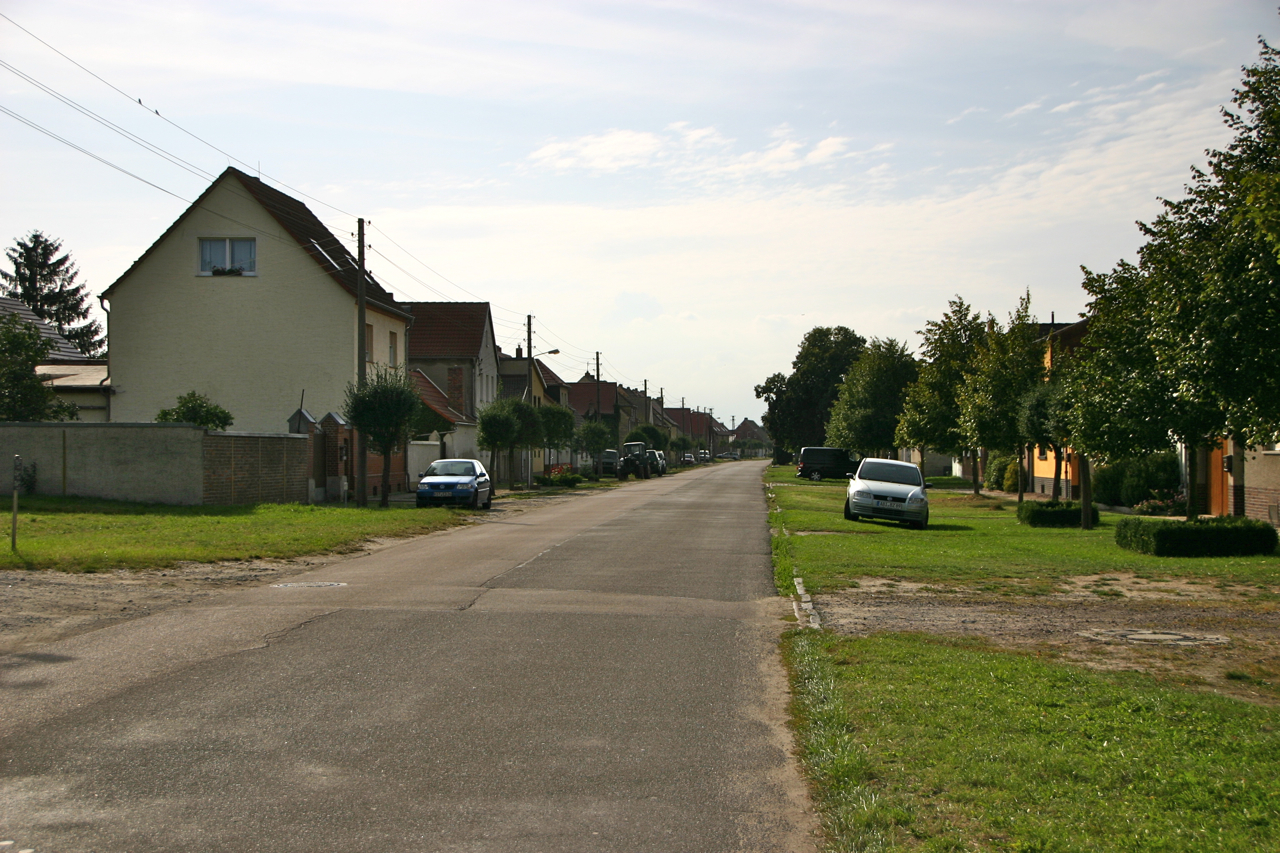
Chörau (2011)

Chörau is een plaats en voormalige gemeente in de Duitse deelstaat Saksen-Anhalt, en maakt deel uit van de Landkreis Anhalt-Bitterfeld.
Chörau telt 256 inwoners.